# 케네디역 (GO)
케네디역(Kennedy Station)은 캐나다 온타리오주 토론토의 스카버러 지역에 있는 통근열차역이다. GO 트랜싯의 스토우빌선 열차가 정차하는 이 역은 토론토 지하철 2호선 블루어-댄포스와 3호선 스카버러의 환승역인 케네디 지하철역과 인접해있다.

## 위치
케네디역은 메트로링스가 소유하는 억스브릿지선 59.5 마일 (95.8 km) 지점에 위치해있으며, 북쪽으로는 에이진코트역이, 남쪽으로는 레이크쇼어 이스트선의 스카버러역이 위치해있다.
스토우빌선 열차는 유니언역에서 스카버러역까지 레이크쇼어 이스트선과 마찬가지로 킹스턴선을 지나며, 스카버러역 직후에서 북쪽으로 큰 커브를 돌아 미들랜드/댄포스 로드 근처에 접근한 뒤, 케네디와 미들랜드 애비뉴 사이를 따라 북쪽으로 계속 이어진다.
억스브릿지선은 에글린턴 애비뉴까지 대개 주택가가 이어진다. 통근열차는 코베트 초등학교와 놀이터를 지나며, 에글린턴 남쪽에는 제코 지선과 분기하며, 케네디 지하철역의 주차장과 버스 터미널을 지난다. 케네디 통근열차역은 여기에 정차하며, 2호선 블루어-댄포스와 3호선 스카버러, 토론토 시내버스와 연결된다.
케네디역에서 북쪽으로 엘즈미어 애비뉴까지 3호선 스카버러가 억스브릿지선과 나란히 달린다. 로렌스 애비뉴 북쪽으로는 바깥 경치가 주택가에서 공업 지대로 바뀌며, 이 연선의 공장은 여전히 캐나다 내셔널 철도의 화물열차가 화물을 실어나른다. 3호선 스카버러는 이후 지하로 들어가 동쪽으로 꺾은 다음, 고가 구간으로 스카버러 타운 센터까지 이어진다. 스토우빌선 열차는 북쪽으로 계속 이어지며 401번 고속도로와 캐나다 태평양 철도의 벨빌선 밑으로 지나간다. 다음 역인 에이진코트역은 셰퍼드 애비뉴 근처에 위치해있다.

## 역사
GO 트랜싯이 스토우빌선에 열차를 운행하기 시작한 것은 1982년 9월 7일로, VIA 철도가 운행을 중단하면서 배리선과 같이 GO 트랜싯이 운영권을 넘겨받았다. 케네디역은 이미 1980년 11월에 2호선 블루어-댄포스가, 1985년 11월에는 3호선 스카버러 지하철 노선이 억스브릿지선을 바로 옆에 두고 운행하였지만, 통근열차와 지하철 간의 환승은 이루어지지 않았다. TTC와 GO 트랜싯은 케네디역에 통근열차역을 지을 필요가 있다고 인지했지만 두 역을 연결하는 것에 대한 TTC와 GO 사이의 의견 충돌로 개통이 지연되었다. 우여곡절 끝에 통근열차역은 2005년 6월 2일에 개통하였고 스토우빌선 승객들은 유니언역 대신 케네디역에서도 지하철로 갈아탈 수 있게 되었다.
캐나다 내셔널 철도가 원래 소유했던 선로를 메트로링스가 매입하면서 GO 트랜싯은 스토우빌선에 매일 상시 통근열차를 운행하기 위해 많은 노력을 기울였다. 현재 케네디역 연선에도 선로를 복선화하는 공사가 이루어지고 있고, 전철화 공사도 추진되고 있다.
2020년 8월 18일에는 선로 동쪽에 있던 승강장을 대체할 서쪽 승강장이 개통하였고, 기존 동쪽 승강장이 있던 자리에는 두 번째 선로와 승강장이 지어질 예정이다.

## 시설
케네디역은 직원이 상주하지 않는 무인역으로, 카드 충전은 역에 있는 자동판매기에서 할 수 있다. 이 역에서 일회용 티켓은 판매하지 않으며 근처의 스카버러역이나 에글린턴역에서 판매한다. 프레스토 카드가 없는 경우에는 신용카드나 체크카드를 단말기에 태그해 요금을 정산할 수도 있고, 스마트폰에서 GO 트랜싯 홈페이지에 들어가 이티켓 (e-ticket)을 구매할 수도 있다.
케네디역은 역 건물이 존재하지 않지만, 승강장에는 눈과 비를 피할 수 있는 쉼터가 있고, 겨울에는 난방도 된다. 이 역에는 와이파이와 공중전화가 있다. 역 승강장과 열차 내부는 휠체어 승객도 이용할 수 있으며, 승강장 중앙에 있는 휠체어 경사로를 이용해 열차에 오르내릴 수 있다. 주차는 GO 트랜싯이 운영하는 주차장이 따로 존재하지 않지만, 토론토시에서 운영하는 유료 주차장을 이용할 수 있다. 케네디역까지 자전거를 이용하는 승객을 위한 자전거 거치대도 존재한다.

## 운행 계통
2023년 4월 기준 케네디역에는 평일 아침 유니언 방면 통근열차가 6대 정차하며, 평일 오후에는 올드엠 방면 통근열차가 6대 정차한다. 스토우빌선 버스는 이 역에 정차하지 않는다.

## 버스 및 지하철 연결편
케네디역에 정차하는 토론토 교통국의 지하철 및 버스는 케네디 지하철역에서 이용할 수 있다.

## 같이 보기
- 케네디역 (TTC)

## 인접한 역
| 메트로링스 억스브릿지선 | 메트로링스 억스브릿지선 | 메트로링스 억스브릿지선 |
| ----------------------- | ----------------------- | ----------------------- |
| 유니언 방면             | GO 트랜싯 스토우빌선    | 에이진코트 올드엠 방면  |